# فرانك هارولد تايلور
فرانك هارولد تايلور هو طيار بطل كندي، ولد في 11 أغسطس 1896، وتوفي في 7 يونيو 1985 في ماتيتوك في الولايات المتحدة.